# Theodor Spieker
Theodor Spieker  (* 8. August 1823 in Päwesin; † 9. April 1913 in Potsdam) war ein deutscher Mathematiklehrer und Botaniker.

## Leben
Spieker studierte in Berlin, Bonn und Greifswald. Während seines Studiums wurde er 1845 Mitglied der Burschenschaft Alemannia Bonn. Nach seinem Studium unterrichtete zunächst an der Realschule Schwerin, dann am Karlsgymnasium in Bamberg, danach an einer Schule in Bernburg und ab 1854 an der Realschule Potsdam. 1891 wurde er pensioniert. 

Spieker schrieb ein weitverbreitetes Schul-Lehrbuch der ebenen Geometrie. Nach ihm ist der Spieker-Punkt in der Dreiecksgeometrie benannt. Er war Mitglied der Deutschen Botanischen Gesellschaft und veröffentlichte bereits während seiner Zeit in Bernburg Anfang der 1850er Jahre 2 Schriften über im Buntsandstein von Bernburg vorkommende fossile Pflanzen, die heute zur Ordnung der Pleuromeiales gestellt werden. 

## Schriften
- Zu Sigillaria Sternbergi Münst. des bunten Sandsteins zu Bernburg. In: Zeitschrift für die Gesammten Naturwissenschaften, 2, S. 1–6, Tafel 1–2, Halle 1853
- Pleuromoia, eine neue fossile Pflanzengattung und ihre Arten, gebildet aus der Sigillaria Sternbergi Münst. des bunten Sandsteins zu Bernburg. In: Zeitschrift für die Gesammten Naturwissenschaften, 3, S. 177–199, Tafel V–VII, Berlin 1854
- Lehrbuch der ebenen Geometrie mit Übungs-Aufgaben für höhere Lehranstalten, Potsdam: Verlag von August Stein, 1862
- Lehrbuch der ebenen Geometrie : mit Übungs-Aufgaben für höhere Lehranstalten, Potsdam, 1898 (Digitalisat)